# Lyon Open (mężczyźni)
Lyon Open – męski turniej tenisowy kategorii ATP Tour 250 zaliczany do cyklu ATP Tour. Rozgrywany na kortach ziemnych we francuskim Lyonie w latach 2017–2024.

## Mecze finałowe

### gra pojedyncza mężczyzn
| Rok  | Zwycięzca                                    | Finalista                                    | Wynik                                        |
| 2024 | Giovanni Mpetshi Perricard                   | Tomás Martín Etcheverry                      | 6:4, 1:6, 7:6(7)                             |
| 2023 | Arthur Fils                                  | Francisco Cerúndolo                          | 6:3, 7:5                                     |
| 2022 | Cameron Norrie                               | Alex Molčan                                  | 6:3, 6:7(3), 6:1                             |
| 2021 | Stefanos Tsitsipas                           | Cameron Norrie                               | 6:3, 6:3                                     |
| 2020 | Turniej anulowano z powodu pandemii COVID-19 | Turniej anulowano z powodu pandemii COVID-19 | Turniej anulowano z powodu pandemii COVID-19 |
| 2019 | Benoît Paire                                 | Félix Auger-Aliassime                        | 6:4, 6:3                                     |
| 2018 | Dominic Thiem                                | Gilles Simon                                 | 3:6, 7:6(1), 6:1                             |
| 2017 | Jo-Wilfried Tsonga                           | Tomáš Berdych                                | 7:6(2), 7:5                                  |

### gra podwójna mężczyzn
| Rok  | Zwycięzcy                                    | Finaliści                                    | Wynik                                        |
| 2024 | Harri Heliövaara Henry Patten                | Yuki Bhambri Albano Olivetti                 | 3:6, 7:6(4), 10–8                            |
| 2023 | Rajeev Ram Joe Salisbury                     | Nicolas Mahut Matwé Middelkoop               | 6:0, 6:3                                     |
| 2022 | Ivan Dodig Austin Krajicek                   | Máximo González Marcelo Melo                 | 6:3, 6:4                                     |
| 2021 | Hugo Nys Tim Pütz                            | Pierre-Hugues Herbert Nicolas Mahut          | 6:4, 5:7, 10–8                               |
| 2020 | Turniej anulowano z powodu pandemii COVID-19 | Turniej anulowano z powodu pandemii COVID-19 | Turniej anulowano z powodu pandemii COVID-19 |
| 2019 | Ivan Dodig Édouard Roger-Vasselin            | Ken Skupski Neal Skupski                     | 6:4, 6:3                                     |
| 2018 | Nick Kyrgios Jack Sock                       | Roman Jebavý Matwé Middelkoop                | 7:5, 2:6, 11–9                               |
| 2017 | Andrés Molteni Adil Shamasdin                | Marcus Daniell Marcelo Demoliner             | 6:3, 3:6, 10–5                               |